# Rhein-Main-Theater
Das Rhein-Main-Theater in Niedernhausen im Taunus wurde 1993 bis 1995 für eine langfristige Aufführung der deutschsprachigen Fassung des Musicals Sunset Boulevard von Andrew Lloyd Webber errichtet. Nach der Einstellung der Aufführung im Jahr 1998 unterlag das Theater einer wechselvollen Nutzung. Im Jahr 2022 wurde bekannt, dass es abgerissen werden soll.

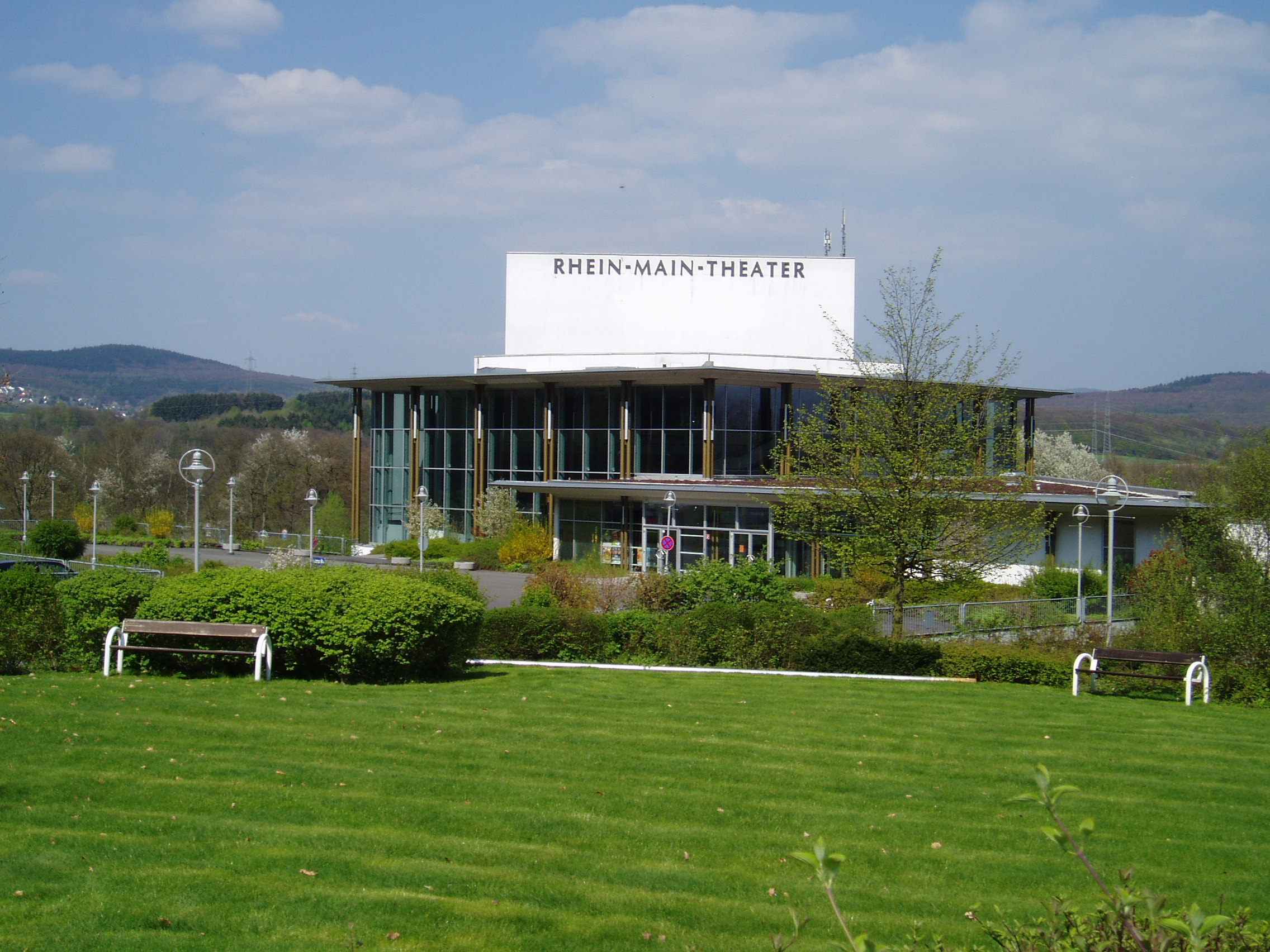
Rhein-Main-Theater in Niedernhausen

## Zahlen und Fakten
Es bietet Platz für 1.566 Zuschauer auf Parkett und zwei Rängen und kostete ca. 25 Mio. Euro. Dem Theater angeschlossen ist das Tagungs- und Kongresshotel H+ Wiesbaden Niedernhausen mit 254 Zimmern und einem Wellness-Bereich.
Das Theater hatte eine eigene Bahnstation namens „Rhein-Main-Theater“ an der nördlich angrenzenden Ländchesbahn (Bahnstrecke Niedernhausen im Taunus - Wiesbaden Hbf), welche zu den Vorstellungszeiten angefahren wurde. Diese war die weltweit erste Haltestelle, welche ausschließlich für ein Theater gebaut wurde. Die Baukosten betrugen 1 Million Euro. Auch verkehrten zusätzlich Theaterzüge von Frankfurt (Main) Hauptbahnhof. Der 200 Meter lange Bahnsteig wurde von 1996 bis 1998 genutzt; seit der Einstellung des regelmäßigen Musical-Betriebes fahren hier alle Züge ohne Halt durch. Die Stahlgitter-Konstruktion des einseitigen Bahnsteiges wurde mittlerweile entfernt und zurückgebaut.

## Geschichte
Vor dem Bau des Theaters und des Hotels gab es für das Gelände an der Autobahnauffahrt Niedernhausen zur BAB 3 jahrelang Überlegungen zur Nutzung. Geplant war unter anderem, hier ein Erlebnisbad („Taunamare“) zu errichten. Mit dem Bau wurde schließlich Ende der 1980er Jahre auch begonnen, jedoch musste der Bauherr Insolvenz anmelden, wovon die mehrere Jahre bestehende Bauruine Zeugnis gab.
Die deutschsprachige Fassung des Musicals Sunset Boulevard wurde hier mit Uwe Kröger und der US-amerikanischen Sängerin und Schauspielerin Helen Schneider in den Hauptrollen am 7. Dezember 1995 uraufgeführt. Zur Premiere war auch der Komponist Andrew Lloyd Webber anwesend. Nachdem die Auslastung des Theaters laut Veranstalterangabe von anfänglich mehr als etwa 80 Prozent bei acht Aufführungen in der Woche immer weiter auf nur noch etwa 30 Prozent zurückging, rechnete sich das Stück schließlich nicht mehr. Auch Peter Weck als Intendant und die Hauptdarsteller Yngve Gasoy-Romdal und Daniela Ziegler konnten das Musical nicht mehr retten. Der Spielbetrieb von Sunset Boulevard wurde schließlich im August 1998 komplett eingestellt, die letzte Vorstellung fand bereits am 5. Mai 1998 statt, nach nicht einmal drei Jahren Laufzeit. Bis zum Ende wurden in Niedernhausen insgesamt 992 Vorstellungen gegeben.
Danach versuchte der Betreiber, einen neuen Dauermieter zu finden, was aber nicht gelang. Nach mehreren Besitzerwechseln fanden wechselnde und auch international namhafte Veranstaltungen im Theater statt. Im Februar 2006 stellte Atze Schröder sein Programm Deutschland ein Märchenland vor knapp 1.000 Besuchern vor. Im März 2006 fanden Vorstellungen der Tournee-Produktion des Musicals Aida über fünf Wochen lang statt. Am 16. März 2012 fand die Musikshow The Dome im Rhein-Main-Theater statt. Am 21. September 2012 spielten Santiano im Theater. Am 9. April 2013 gab der britische Sänger Bryan Ferry ein Konzert. Im März 2017 folgte das Musical Sister Act, wenn auch nur mit einer reduzierten Laufzeit von annähernd vier Wochen. Weitere wenige Konzerte und Veranstaltungen folgten, viele geplante Termine wurden jedoch – teils kurzfristig – wieder abgesagt, so das Elvis-Musical am 6. März 2022 sowie am 11. Mai 2022 der Auftritt von Max Raabe und dem Palast Orchester.

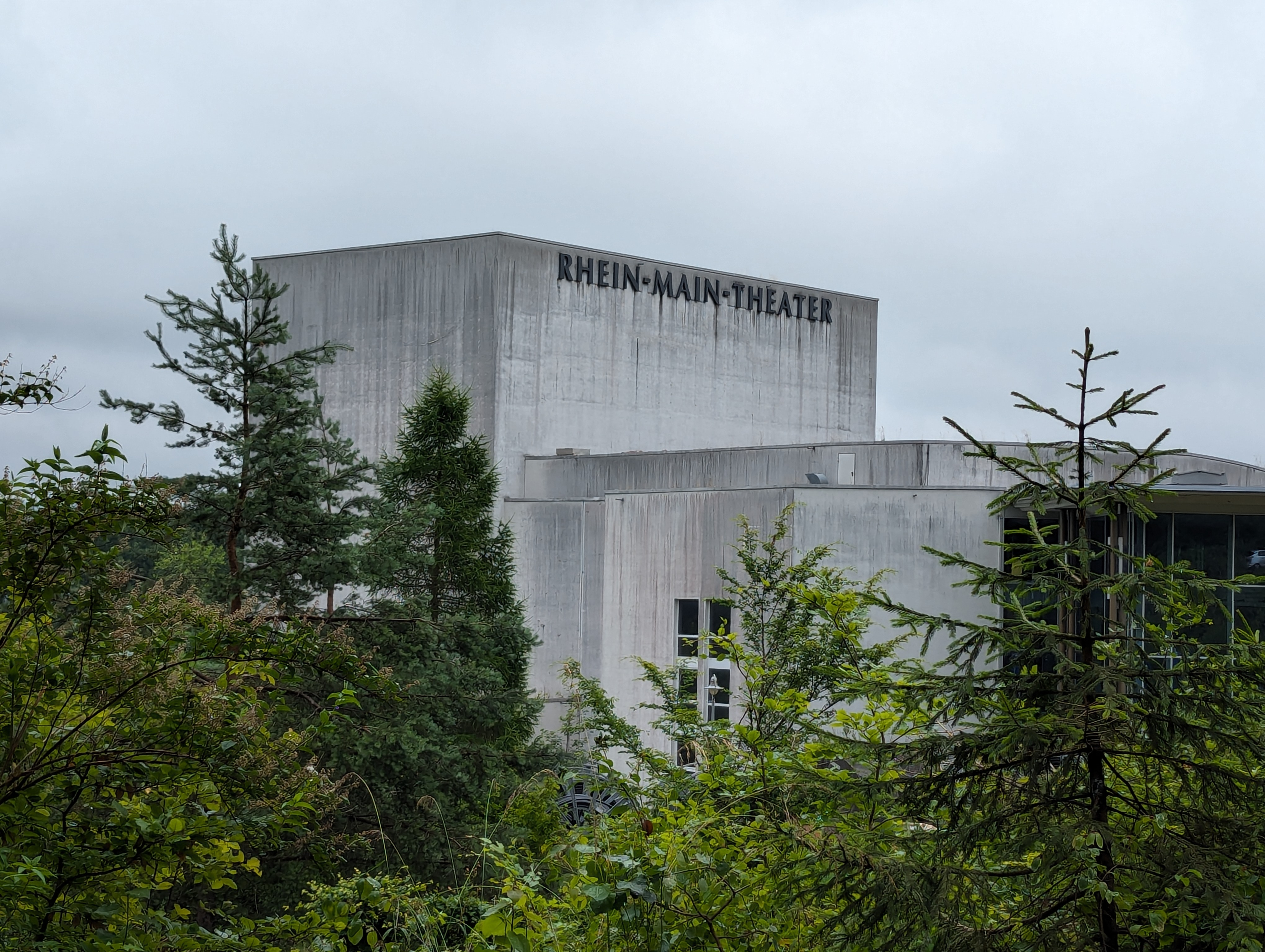
Rhein-Main-Theater, Jahr 2024

Während der COVID-19-Pandemie ruhte der Betrieb. 2022 wurde bekannt, dass der neue Eigentümer von der ursprünglich beabsichtigten Sanierung des Theaters aufgrund der hohen Kosten Abstand genommen hat und nun den Abriss plant. Als Folgenutzung wird die Errichtung von Wohnungen und Geschäften diskutiert.